# Uppsala (comune)
Uppsala è un comune svedese di 237 000 abitanti, situato nella contea di Uppsala. Il centro abitato omonimo è capoluogo del comune e della contea (län) omonima.
Al comune di Uppsala appartiene la località di Vik, luogo natale di Svante Arrhenius, premio Nobel per la Chimica nel 1903.

## Località
Nel territorio comunale sono comprese le seguenti aree urbane (tätort):
- Almunge
- Bälinge
- Bärby
- Björklinge
- Gåvsta
- Gunsta
- Håga
- Järlåsa
- Knutby
- Läby
- Länna
- Lövstalöt
- Ramstalund
- Sävja
- Skoby (parte)
- Skölsta
- Skyttorp
- Storvreta
- Uppsala
- Vänge
- Vårdsätra
- Vattholma
- Ytternäs och Vreta

## Amministrazione

### Gemellaggi
- Bærum
- Frederiksberg
- Hafnarfjörður
- Hämeenlinna
- Tartu
- Minneapolis
- Daejeon

## Monumenti
- Pietra runica di Krogsta, nel villaggio di Krogsta